# Jürgen Förster (Politiker)
Jürgen Förster (* 24. Juli 1951 in Annaberg-Buchholz; † 14. Februar 2018 in Sehmatal) war ein deutscher Politiker. Von 2001 bis 2008 war er Landrat des Landkreises Annaberg.

## Leben und Wirken
Nach einem Studium der Wasserwirtschaft an der TU Dresden mit Abschluss als Diplom-Ingenieur war er u. a. bis 1985 als Bauleiter am Bau des Pumpspeicherwerks Markersbach und anschließend bis zur Wende im Kraftwerksbau Karl-Marx-Stadt tätig.
Förster betätigte sich in der Wendezeit im Neuen Forum. Er wurde Dezernent für Soziales im Landkreis Annaberg, 1995 Beigeordneter in der Kreisstadt Annaberg-Buchholz. In der Stichwahl am 24. Juni 2001 konnte sich Förster, der der Freie Wähler-Gemeinschaft Bürgerforum Annaberg e.V. angehört, mit 52,1 % zu 47,9 % der Stimmen gegen den Amtsinhaber Wilfried Oettel (CDU) durchsetzen. Das Amt des Landrats hatte er vom 1. August 2001 bis zum 31. Juli 2008 inne. Bei der Bildung des Erzgebirgskreises infolge der Kreisreform Sachsen 2008 konnte er der Stadt Annaberg-Buchholz den Sitz der Kreisverwaltung sichern. Für eine erneute Kandidatur in dem nunmehr vergrößerten Landkreis stand er nicht mehr zur Verfügung. Von 2008 bis zu seinem Tod war er Mitglied des Kreistags des Erzgebirgskreises (zuletzt als Fraktionsvorsitzender) und des Stadtrats von Annaberg-Buchholz. Seit 2011 war er ein „Botschafter des Erzgebirges“.
Von 1974 bis 2014 gehörte er dem Vorstand der evangelisch-lutherischen Kirchgemeinde Annaberg-Buchholz an, seit 2009 fungierte Förster als deren Vorsitzender. Gemeinsam mit Horst Richter übernahm er 1978 die Bauleitung für die Sanierungsarbeiten der Annaberger St. Annenkirche.
Jürgen Förster und seine Ehefrau Maria starben am 14. Februar 2018 bei einem Unfall mit einem Pferdeschlitten in einem Waldstück bei Kretscham-Rothensehma. Er lebte in Annaberg-Buchholz und hinterließ drei Söhne.

## Ehrungen
- Botschafter des Erzgebirges